# 前429年
| 千纪： | 前1千纪 |
| 世纪： | 前6世纪 \| 前5世纪 \| 前4世纪 |
| 年代： | 前450年代 \| 前440年代 \| 前430年代 \| 前420年代 \| 前410年代 \| 前400年代 \| 前390年代                                                                   |
| 年份： | 前434年 \| 前433年 \| 前432年 \| 前431年 \| 前430年 \| 前429年 \| 前428年 \| 前427年 \| 前426年 \| 前425年 \| 前424年                                     |
| 纪年： | 周考王十二年 魯元公八年 齊宣公二十七年 晉幽公五年 趙襄子四十七年 秦躁公十四年 楚簡王三年 宋昭公四十年 衛昭公三年 鄭共公二十六年 燕閔公十年 越王朱勾十九年 |

## 大事记
- 秦躁公去世，葬在秦悼公墓南，其弟秦怀公从晋国归来继承君位
- 古雅典執政官伯里克里斯卒，伯里克里斯時代終（前461年─）。克列翁繼任執政官。

## 逝世
- 伯里克利，雅典黄金时期统治者（约公元前495年出生)
- 鲁悼公，鲁国君主，《史记·六国年表》作本年去世，杨宽考证为前437年
- 秦躁公，秦國君主（前499年出生）。